# Shorewood, Wisconsin
Shorewood là một làng thuộc quận Milwaukee, tiểu bang Wisconsin, Hoa Kỳ. Năm 2006, dân số của làng này là 13763 người.